# Fissidens curticostatus
Fissidens curticostatus là một loài Rêu trong họ Fissidentaceae. Loài này được Brugg.-Nann., K. Hyl. & R.A. Pursell mô tả khoa học đầu tiên năm 2009.